# Identificador de Legislació Europea
L'Identificador de Legislació Europea (ELI) ofereix una solució per a identificar de manera única la legislació nacional i europea i accedir-hi en línia. Es considera una oportunitat per impulsar la interoperabilitat i la reutilització de textos legals. Això garantirà un accés més fàcil, l'intercanvi i la reutilització de la legislació per a les administracions públiques, usuaris professionals, acadèmics i ciutadans. ELI obre el camí per a una xarxa semàntica de butlletins legals i diaris oficials.

## Història
Establert per primer cop en el context del Fòrum Europeu de Butlletins Oficials per iniciativa de John Dann, director del servei central de legislació del Luxemburg, ELI ha tingut el suport del subgrup encarregat pel Consell de la Unió Europea en el marc del Grup de Treball sobre Dret Electrònic. ELI neix de l'admissió que la World Wide Web defineix un nou paradigma per a l'accés, la compartició i l'enriquiment de la informació legal.

## Comunitat

### Task Force Identificador de Legislació Europea (ELI TF)
La "Task Force Identificador de Legislació Europea", abreviada com a "ELI TF", és l'òrgan creat pel Grup de Treball eLaw/eLaw del Consell de la Unió Europea per definir les especificacions relacionades amb ELI i assegurar-ne l'evolució futura.
La Task Force està formada per representants d'Albània, Àustria, Bèlgica, Croàcia, Dinamarca, Finlàndia, França, Hongria, Irlanda, Itàlia, Luxemburg (president), Malta, Noruega, Polònia, Portugal, Sèrbia, Eslovènia, Espanya, Suïssa, el Regne Unit i l'Oficina de Publicacions de la UE.

## Elements de l'ELI
ELI utilitza plantilles URI (RFC 6570) que porten semàntica tant des del punt de vista legal, com des del punt de vista de l'usuari final. Cada estat membre crearà els seus propis URI autodescriptius usant els components descrits i tenint en compte els seus requisits lingüístics específics.
Tots els components són opcionals i es poden seleccionar segons els requisits nacionals i no tenen un ordre predefinit.
Per permetre l'intercanvi d'informació, la plantilla URI escollida s'ha de documentar mitjançant el mecanisme de plantilla URI.
Exemple:
/eli/{jurisdiction}/{agent}/{sub-agent}/{year}/{month}/{day}/{type}/{natural identifier}/{level 1…}/{point in time}/{version}/{language}

## Funcionament
L'ELI és un sistema flexible que s'adapta a les peculiaritats d'un territori concret. Es basa en un acord voluntari entre els països de la UE on facilita l'accés i intercanvi d'informació jurídica publicada en els sistemes nacionals, europeus i mundial. Per tant, impulsa la reutilització de dades.
En la pàgina web https://www.elidata.es/, s'ofereixen recursos tècnics per aplicar l'identificador, amb plantilles incloses.

## Metadades
A més dels URI HTTP que identifiquen de manera única la legislació, ELI fomenta l'ús d'elements de metadades rellevants per descriure-la més endavant. L'annex, secció 2, especifica els elements recomanats i opcionals corresponents, a més a més de la seva ontologia subjacent.

## RDFa
ELI convida els estats membres participants a inserir aquests elements de metadades a les pàgines web dels seus sistemes d'informació jurídica mitjançant RDFa.

## Aplicacions
En data de l'1 de gener del 2023, l'estàndard ELI ha estat implementat pels següents butlletins oficials: Albània, Àustria, Bèlgica, Croàcia, Dinamarca, Oficina de Publicacions de la UE, Finlàndia, França, Hongria, Irlanda, Itàlia, Luxemburg, Malta, Noruega, Polònia, Portugal, Sèrbia, Eslovènia, Espanya, Suïssa, Regne Unit.